# Ranunculus cortusifolius
Ranunculus cortusifolius és una espècie de planta de la família de les Ranunculàcies, la qual pot ser trobada molt freqüentment a zones de muntanya de laurisilva (entre els 800 i 1500 m d'altitud) i roques humides de zones baixes (a partir dels 200 m d'altitud) a les set illes principals de les Illes Canàries.
És una planta robusta i vellosa que presenta tubercles. Les fulles són basals i mesuren fins a 30 cm d'ample, essent orbicular-cordiformes amb lòbuls poc profunds. La inflorescència és subcorimbosa, presentant unes flors de fins a 5 cm d'ample, amb 5 pètals i de color groc.